# Cherry Hill Mall
Cherry Hill Mall – jednostka osadnicza w Stanach Zjednoczonych, w stanie New Jersey, w hrabstwie Camden.